# Carisseae
Carisseae es una tribu de la subfamilia Rauvolfioideae perteneciente a la familia Apocynaceae. Comprende 2 géneros.

## Géneros
Acokanthera - Carissa